# Lactarius deceptivus
Lactarius deceptivus é uma espécie de fungo da família de cogumelos Russulaceae. Ele produz cogumelos grandes, com "chapéus" em forma de funil atingindo até 25 cm de diâmetro. Quando jovem, o chapéu é branco em todas as partes, mas o centro deprimido se torna amarelo escuro ou marrom a medida que o fungo envelhece. A borda do chapéu possui um tecido com aspecto algodonoso que desaparece a medida que o chapéu cresce. O "tronco" ou estipe é firme e branco, podendo medir entre 4 e 10 cm de altura e até 3 cm de espessura. As lamelas são bastantes próximas umas das outras e tem uma cor creme a amarelada. A superfície do tronco, especialmente perto da base, tem uma textura aveludada. O cogumelo libera um látex branco e acre quando ele é cortado ou danificado. Os corpos frutíferos são comestíveis porém seu consumo não é recomendado devido ao seu sabor extremamente azedo, muito embora o cozimento possa atenuar essa característica.
Descrita cientificamente pelo micologista norte-americano Charles Horton Peck em 1885, a espécie se distribui amplamente no leste da América do Norte. Cresce sobre o solo de florestas de coníferas ou decíduas temperadas, muitas vezes associada a carvalhos e cicutas, formando micorrizas com esses vegetais. É encontrada ainda em florestas dominadas por carvalhos na Costa Rica. Cogumelos do gênero Lactarius que, devido à semelhança na aparência externa, podem ser confundidas com L. deceptivus, incluem: L. pipertatus, L. pseudodeceptivus, L. caeruleitinctus, L. arcuatus, L. parvulus e L. subvellereus. Apesar de não ser do mesmo gênero, Russula brevipes é apontado como outro cogumelo bastante parecido com o L. deceptivus.

## Taxonomia
A espécie Lactarius deceptivus foi descrita pela primeira vez na literatura científica pelo micologista norte-americano Charles Horton Peck em 1885. O epíteto específico "deceptivus" é derivado da palavra latina para "enganosa". O termo pode ser uma alusão à aparência contrastante dos corpos frutíferos jovens em relação aos maduros. Nos países de língua inglesa, o cogumelo recebe vários nomes populares como deceptive lactarius, deceiving lactarius e deceptive milkcap. No estado de Puebla, no México, é conhecido como oreja de chivo, termo em espanhol que significa "orelha de bode".
Dentro do gênero Lactarius, L. deceptivus é classificado no subgênero Lactifluus, seção Albati. As características das espécies nesta seção incluem um "chapéu" esbranquiçado quando o cogumelo é imaturo que pode mais tarde se tornar amarelo-marrom a cor de canela; látex com uma tonalidade variando do branco para o creme, e que normalmente tem um sabor azedo; uma estipe de textura aveludada, devido a uma cutícula feita de pequenos pêlos. Outras espécies nesta seção incluem L. vellereus (a espécie-tipo), L. subvellereus e L. caeruleitinctus.
Com base em um estudo morfológico publicado em 2005, Lactarius tomentosomarginatus é considerado sinônimo de L. deceptivus. L. tomentosomarginatus, descrito pelos micologistas Lexemuel Ray Hesler e Alexander H. Smith na monografia deles de 1979 sobre espécies norte-americanas de Lactarius, foi considerado por eles como uma "espécie-satélite", diferindo de L. deceptivus devido a seus esporos menores, ornamentações menores na superfície dos esporos, lamelas próximas e bifurcadas, e nas diferenças na microestrutura da cutícula do píleo.

## Descrição
O píleo - o "chapéu" do cogumelo - do L. deceptivus mede 7,5 a 25,5 cm de diâmetro, inicialmente convexo, ele assume um formato de funil com o passar do tempo. A borda do chapéu é enrolada para dentro e macia quando jovem, escondendo as lamelas imaturas. A superfície do chapéu é seca, lisa e esbranquiçada quando jovem, muitas vezes com manchas amareladas ou acastanhadas, mas torna-se grosseiramente escamosa e escurece para um marrom-ocre maçante com a idade. As lamelas são implantadas no tronco de forma adnata a decorrente, tem uma coloração branca a creme primeiro e depois ocre pálido. Elas medem 5 a 65 mm de comprimento e 1 a 7 mm de profundidade.
O tronco ou estipe mede 4 a 10 cm de altura e até 3 cm de espessura, é quase igual em toda a sua extensão ou em forma de fita na porção inferior. É seco, casposo a quase liso e branco, ficando com umas manchas marrons com o passar do tempo. É inicialmente recheado (como se fosse preenchido com algodão), mas mais tarde torna-se oco. A carne é espessa e branca e tem entre 3 e 15 mm de espessura. O látex, substância leitosa produzida pelos fungos do gênero Lactarius, é branco, e não muda de cor quando exposto ao ar, embora manche a carne do cogumelo com uma coloração marrom-amarelada.
O odor da carne e do látex de L. deceptivus pode variar de indistinto a pungente, ou semelhante ao do nabo quando o cogumelo está mais amadurecido. O sabor é extremamente azedo, tanto que ele pode ter um efeito anestesiante na garganta. No texto da descrição original da espécie, Peck escreveu que "uma experiência de suas qualidades comestíveis foi feita sem qualquer consequência do mal". A cozedura elimina o sabor amargo, mas o cogumelo não é considerado comestível, e como Hesler e Smith notaram "... mas mesmo com essa característica compensatória, alguns dos nossos conhecidos acharam que seu consumo é indesejável (e indigesto)". O cogumelo é vendido em mercados tradicionais no estado de Puebla, no México.

### Características microscópicas
A impressão de esporos (uma técnica usada na identificação de fungos) é imediatamente esbranquiçada, mas assume uma tonalidade amarelada pálida após a secagem do material analisado. Os esporos são amplamente elipsoides, hialinos (translúcidos) e medem 9 a 13 por 7 a 9 micrômetros (µm). O apiculus é proeminente. Os esporos são ornamentados com verrugas e espinhas que não formam um retículo; que seriam as cristas da superfície interligadas formando um espécie de rede, presente em outras espécies de Lactarius. As proeminências chegam a atingir 1,5 µm de altura e são amiloides, o que significa que elas absorvem o iodo quando coradas com o reagente de Melzer. Os basídios, as células portadoras de esporos, possuem quatro esporos cada e medem 46 a 58 por 7 a 9 µm. Os pleurocistídios - cistídios da face lamelar - são muito abundantes, grosseiramente claviformes a inchados na região central, com ápices muitas vezes em forma de fita; suas dimensões são de 48 a 96 por 6 a 10 µm. Os queilocistídios (cistídios na borda das lamelas) medem 40 a 58 por 5 a 7 µm e são mais ou menos similares na aparência em relação aos pleurocistídios. A cutícula do chapéu é feita de uma camada pouco elevada de hifas. Já a cutícula do tronco é uma camada de hifas encurvadas de paredes espessas, com caulocistídios (cistídios no tronco do cogumelo) filamentosos e que carece de uma camada gelatinosa.

### Espécies similares

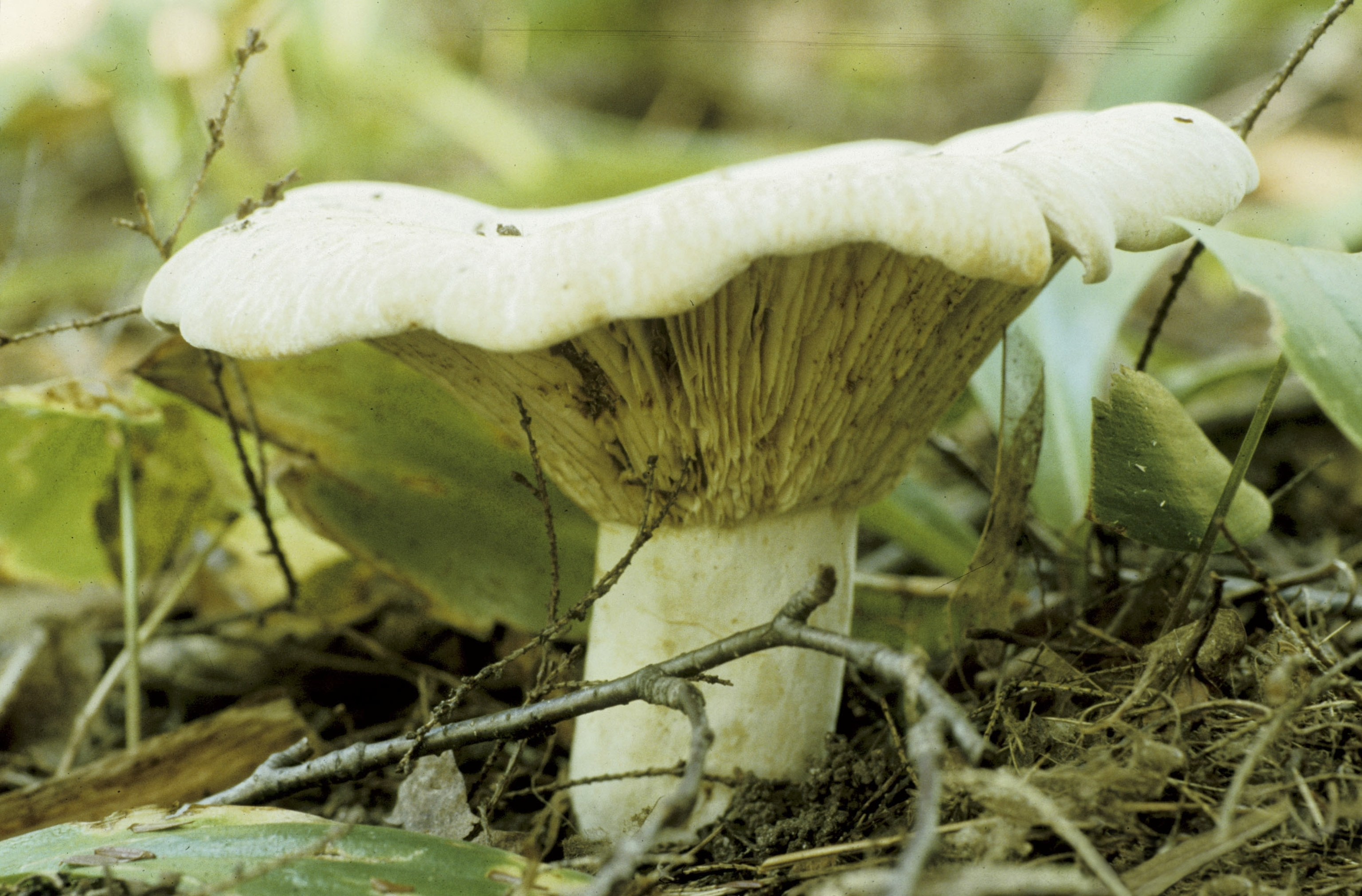
Russula brevipes é uma espécie parecida com L. deceptivus.

O fungo Lactarius pseudodeceptivus é muito semelhante a L. deceptivus em sua aparência externa, mas a ornamentação dos esporos forma um retículo e seu tronco tem uma ixocútis (camada gelatinosa de hifas repousando paralela à superfície). L. caeruleitinctus também é semelhante na aparência, porém tem um tronco branco-leitoso com tons de azul que ficam mais intensos após o manuseio, e que não possui bordas encurvadas macias. Outras espécies parecidas incluem L. arcuatus, que tem chapéu e esporos menores, e L. parvulus, que tem um chapéu pequena e zoneado. L. subvellereus var. subdistans tem lamelas mais amplamente espaçadas e a borda do chapéu é nivelada. L. piperatus tem lamelas bastante próximas uma das outras, a margem do chapéu é bastante firme ao invés de macia e algodonosa, e o látex que flui é extremamente picante. Russula brevipes e R. angustispora são também um pouco semelhantes na aparência, mas eles não produzem látex quando cortados ou danificados, e portanto não pertecem ao gênero Lactarius. L. deceptivus pode ser confundido com a espécie L. vellereus, considerada por alguns especialistas como venenosa, tornando-se portanto um perigo para quem ingere o cogumelo.

## Ecologia, habitat e distribuição
Como todas as espécies do gênero Lactarius, L. deceptivus é um fungo micorrízico, o que significa que ele forma uma associação mutualística com certas árvores e arbustos. O micélio subterrâneo do fungo forma uma associação íntima com as raízes das árvores, envolvendo-a em uma bainha de tecido que permite que ambos os organismos troquem nutrientes que seriam incapazes de obter sozinhos. Os corpos frutíferos do fungo crescem solitariamente, dispersos ou em grupos, no solo em florestas de coníferas ou decíduas temperadas, muitas vezes sob carvalhos (Quercus) ou cicutas (Tsuga). O micologista Alexander H. Smith notou que o fungo tem uma preferência por pauls e pelas margens de lagoas de bosques em florestas de madeira-de-lei, além de áreas com carvalhos que têm um sub-bosque de arbustos de mirtilo (Vaccinium). É amplamente distribuído no leste da América do Norte e também tem sido relatada no sul e no oeste do Canadá. É uma espécie bastante comum e frutifica nos meses de junho a outubro. O cogumelo também tem sido relatado desde o México (em Puebla e em Veracruz) de florestas de carvalhos e pinheiros, em altitudes de um pouco mais de 2.000 metros; e na Costa Rica, onde é abundante nas florestas de carvalho.